# Премия Иркутского комсомола имени И. П. Уткина
Пре́мия Ирку́тского комсомо́ла и́мени И. П. У́ткина — советская негосударственная премия в области искусства. Основана в 1968 году. Упразднена в 1991 году.

## История
Учреждена Иркутским областным комитетом ВЛКСМ в 1968 году по итогам конференции «Молодость. Творчество. Современность». Была названа в честь поэта Иосифа Павловича Уткин (1903–1944), члена Иркутского комсомола.
На соискание премии выдвигались произведения авторов и исполнителей до 35 лет (архитекторов — до 40 лет). Кандидатуры рассматривались районным комитетом ВЛКСМ и творческими союзами Иркутска. Присуждение премии в размере 500 рублей проходило ежегодно 29 апреля, в день рождения Иркутского комсомола. 

## Лауреаты

### 1968 год
- Альберт Гурулев за роман «Росстань»[1];
- Гелий Мамилов за серию графических работ о комсомольских стройках Иркутской области;
- Василий Патрушев за создание и руководство самодеятельным хором Иркутского медицинского института;
- Валентин Распутин за повесть «Деньги для Марии»[2].

### 1971 год
- Николай Домашенко за серию графических работ «Декабристы»;
- Марк Сергеев за поэму «Коммунисты»;
- Вячеслав Шугаев за цикл «Повести о жителях Майска».

### 1972 год
- Александр Вампилов за пьесу «Прощание в июне»[3].

### 1976 год
- Александр Муравьев за серию графических работ «Стройки Сибири».

### 1977 год
- Народный театр «Молодая гвардия» посёлка Звездный.

### 1978 год
- Владислав Казименко за яркие образы в спектаклях Иркутского ТЮЗа;
- Анатолий Кобенков за сборник стихотворений «Два года»;
- Народный театр драмы Иркутского медицинского института (руководитель Раиса Курбатова);
- Галина Новикова за серию живописных портретов «Наш современник».

### 1982 год
- Ансамбль танца «Радуга» Иркутского государственного политехнического института (руководители Г. Г. Ахметгалиева, Н. П. Перфильева, Н. А. Катугин);
- Иркутский областной театр кукол;
- Литературное объединение города Ангарск.

### 1984 год
- Агитационная бригада «Синяя птица» Дворца культуры нефтехимиков города Ангарск;
- Художественная редакция Восточно-Сибирского книжного издательства (старший редактор Лина Иоффе);
- Александр Шелтунов за серию акварелей о БАМе и тружениках села.